# (7194) Susanrose
(7194) Susanrose – planetoida z pasa głównego asteroid okrążająca Słońce w ciągu 4 lat i 51 dni w średniej odległości 2,58 j.a. Została odkryta 18 września 1993 roku w Obserwatorium Palomar przez Henry'ego Holta. Nazwa planetoidy pochodzi od Susan Rose (ur. 1952), popularyzatorki astronomii. Przed nadaniem nazwy planetoida nosiła oznaczenie tymczasowe (7194) 1993 SR3.